# Bange Konijnen
De Bange Konijnen was een Belgische muziekgroep.

## Historiek
Bange Konijnen, in Wallonië actief onder de naam Lapin Lapin, was een zijproject van de Aroma di Amore-leden Elvis Peeters en Fred Angst. De Eurovisiesongfestival-overwinning van Sandra Kim in 1986 inspireerde de Mechelaars tot de single Ik ben verliefd op Sandra Kim. De B-kant van de single was Je suis fou de Sandra Kim.
In 1988 werd voor het BRT-programma Johnnywood een clip opgenomen voor het nummer Ik ben niet interessant. Het nummer werd echter nooit als single uitgebracht.